# Breakout (гурт)
 Breakout  — польський блюз-роковий гурт, який було створено 1 лютого 1968 року.

## Історія

### Початок
Історія гурту розпочалася з випадкової зустрічі в одній з ряшівських кав’ярень двох молодих людей — Міри Кубашіньської, яка будь що прагнула співати, і Тадеуша Налепи, який хотів створити власний гурт. Вокальні дані молодої співачки вразили Налепу, запропонувавши їй співпрацю, він отримав схвальну відповідь. Відправною точкою в історії гурту можна вважати Фестиваль молодих талантів у Щеціні в 1963 році на якому Налепа й Кубашіньська отримують головний приз. Два роки потому на музичній сцені Соціалістичної Польщі з’являється новий гурт — Blackout, який починає грати зовсім не соціалістичну музику — біг біт, і дуже стрімко «місцеві бітли» стають популярними.
До складу молодого гурту увійшли: Тадеуш Налепа, Міра Кубашіньська, Станіслав Гузек, Криштоф Длутовський і Юзеф Майдаш. Запорукою стрімкої популярності стає вихід першого альбому, який називався просто «Blackout». Згодом ця платівка переросте у справжнє кіно  — в популярний у Польщі фільм «Анна».
У 1968 році, під впливом свого друга та менеджера Францишека Валицького, Налепа змінює назву гурту з «Blackout» на «Breakout», разом з тим зміюється і концепція  — біг біт поступається місцем блюзу.

### Breakout
Перші учасники гурту Breakout:
- Тадеуш Налепа — гітара, вокал, гармоніка
- Міра Кубашіньська — вокал
- Януш Зелинський — бас-гітара
- Криштоф Длутовський — клавішні
- Юзеф Гайдаш — ударні, перкусія

Перший виступ новоствореного гурту відбувся у лютому 1968 року на фестивалі Musicorama, а вже у ківтні до Breakout приєднується новий басист Міхал Музолф. Паралельно з роботою над новим матеріалом, у червні 1968 музиканти починають активно гастролювати країнами Бенілюкс. Ця поїздка значно поліпшила матеріальний стан музикантів, що дало можливість придбання нових інструментів та супутньої апаратури і це в свою чергу призвело до того, що гурт почав звучати зовсім по новому, значно краще аніж інші на музичному ринку Польщі. Додому Налепа і компанія повертаються вже зі статусом гурту, який першим у Східній Європі заграв блюз, блюз найвищої якості, а самого Тадеуша Налепу відтепер і назавжди починають називати «батьком польського блюзу».
У листопаді 1968 року Breakout перебувають у турне Польщею, а вже у січні 1969 року пісня «Gdybyś kochał, hej!» з їхнього дебютного альбому «Na drugim brzegu tęczy» займає перші місця у національних топ-чартах. У запису цього альбому не брав участі клавішник Криштоф Длутовський, клавішні поступились своїм місцем саксофонові і флейті у виконанні Влодзимира Нагорного, джазові домішки надали музиці Breakout відтінок прогресивного року. У цей період через колектив проходить не один десяток музикантів. Протягом кількох наступних місяців у гурті змінюється декілька бас-гітаристів, Міхала Музолфа змінює Піотр Новак, якого в свою чергу згодом змінює Юзеф Скржек. На самому початку 1970 року гурт залишає їхній менеджер Францишек Валицький. Таки часті зміни у складі команди не дивина, адже, зважаючи на політичне становище у тодішній Соціалістичній Польщі, музиканти Breakout піддавалися жорстокій критиці з боку ЗМІ за довге волосся та «пропаганду про-західного образу життя». Переслідування художників та музикантів, чий образ мислення не вписувався у соціалістичну модель, принесло свої рузультати — заборону трансляції пісень гурту Breakout як на радіо так і на телебаченні. За таких важких умов музиканти записують наступну платівку «70A».
З початку 70-х років на кожній з платівок присутній новий склад музикантів, а сам Тадеуш Налепа грає на «два фронти» — осмислений складний блюз зі своїм гуртом, і також бере участь у сольному проекті Міри Кубасинської (альбоми «Mira» та «Ogień»), створюючи легке музичне підґрунтя її глибоким емоційним співам.
У 1971 році Breakout записують свій найкращій альбом «Blues» у наступному складі: Тадеуш Налепа (вокал, основна гітара), Даріуш Кожакевич (гітара), Єжи Голенівський (бас), Юзеф Гайдаш (ударні).

Breakout в Ленінграді, 1975 рік

Четвертою платівкою гурту став альбом «Karate», який стане найуспішнішим в історії Breakout. Після запису цього альбому до гурту не надовго приєднується новий вокаліст Ян Ізбинський, але команду залишає саксофоніст Влодзимир Нагорний. За час вимушеного «простою», музиканти допомагають своїй вірній подрузі Мірі Кубасинській у запису її сольної платівки «Ogień».
У 1973—1975 музиканти Breakout відвідують з гастролями СРСР, НДР та Нідерланди.
П'ята платівка «Kamienie» побачила світ вже у 1974 році, а тим часом попередній альбом гурту «Karate» набуває статусу «золотого диску». Кілька наступних років команда трималася більш-менш стабільного складу до якого входили: Міра Кубашіньська (вокал), Тадеуш Налепа (гітара), Збігнев Випич (бас), Богдан Левандовський (клавішні), Анджей Тилець (ударні). У такому складі було записано наступний альбом гурту «NOL» (1976). Довгоочікувана платівка «ZOL» з'являється аж за три роки у 1979.
Наприкінці 1979 року до виходу готується наступний альбом «Żagiel ziemi», який має стати частиною Олімпійського триптиху, присвяченого Олімпіаді у Москві в 1980 році.
Офіційно Breakout припинили своє існування 1982 року, коли Тадеуш Налепа вирішив розпочати сольну карьєру. Протягом 80-90-х років він видає кілька блюзових альбомів.
19 червня 2007 року у польському місті Ряшів було започатковано міжнародний Breakout Festival, організований в пам'ять Тадеуша Налепи та Міри Кубашіньської і присвячений блюзу.

### Визначні дати
- 26 серпня 1943 — день народження Тадеуша Налепи
- 8 вересня 1944 — день народження Міри Кубашіньської
- 21 лютого 1968 — Тадеуш Налепа та гурт Breakout грають свій перший концерт у клубі «Stodoła» в Варшаві
- 27 лютого 1968 — Breakout беруть участь у фестивалі Musicorama (щорічний музичний фестиваль започаткований у 60-х роках у Польщі)
- 21 листопада 1974 — альбом «Karate» отримує статус «золотого диску»
- 25 травня 1985 — Breakout об’єднуються заради концерту «Breakout wraca do domu» (укр. «Breakout повертаються додому») з нагоди 20-річного ювілею концертної діяльності Тадеуша Налепи
- 25 жовтня 2005 — Міра Кубашіньська, вокалістка Breakout, легенда польського року та блюзу помирає у лікарні від інфаркту
- 4 березня 2007 — після тривалої хвороби помирає «батько польського блюзу» Тадеуш Налепа

## Дискографія
- 1967 — Blackout (альбом виданий під назвою Blackout)
- 1969 — Na drugim brzegu tęczy
- 1970 — 70A
- 1971 — Blues
- 1971 — Mira (Міра Кубашіньська, за участю музикантів Breakout)
- 1972 — Karate
- 1973 — Ogień (Міра Кубашіньська, за участю музикантів Breakout)
- 1974 — Kamienie
- 1976 — NOL
- 1979 — ZOL
- 1980 — Żagiel ziemi